# New Kids Turbo
New Kids Turbo (soms gepromoot als New Kids: Turbo!) is een Nederlandse actiekomedie uit 2010, gebaseerd op de televisieserie New Kids. De film is geschreven en geregisseerd door Steffen Haars en Flip van der Kuil, die samen met Tim Haars, Huub Smit en Wesley van Gaalen ook de hoofdrollen spelen.
New Kids Turbo ging op 6 december 2010 in première en was vanaf 9 december te zien in alle Nederlandse bioscopen. De film brak een Nederlands record door op de premièreavond bijna 32.000 bezoekers te trekken. De film werd ook uitgebracht in België, Duitsland en Oostenrijk en heeft in totaal ruim 14 miljoen euro opgebracht. Met meer dan 1,1 miljoen bezoekers heeft Turbo in Nederland de status van Diamanten Film.
Op 16 april 2010 werden de plannen voor de film bekendgemaakt en verscheen op het internet een teaser met in de hoofdrollen producent Reinout Oerlemans als zichzelf en Tim Haars als Gerrie van Boven. In oktober werden ook een trailer en een promo met beelden uit de film online gezet. Eyeworks heeft de film geproduceerd in samenwerking met Comedy Central Nederland. De opnames voor de film begonnen op 29 juni 2010.
De film bevat cameo's van onder anderen Theo Maassen, Hans Teeuwen, Frank Lammers, Antonie Kamerling, Reinout Oerlemans, Jody Bernal, Peter Aerts, Fresku en Paul Elstak. Op 12 april 2011 kwam de film uit op dvd en blu-ray.

## Verhaal
De twintigers Gerrie, Richard, Rikkert, Robbie en Barrie uit het Brabantse dorpje Maaskantje raken allemaal hun baan kwijt, voor een deel wegens ongeschiktheid, maar zelf wijten ze het aan de kredietcrisis. Noodgedwongen moeten ze bij Richard intrekken. Als ze niet langer rond kunnen komen van hun uitkering gaan ze meer geld vragen bij de uitkerende instantie. Dit wordt geweigerd, waarna ze zich dreigend opstellen. Om die reden worden de uitkeringen van het vijftal stopgezet. Ze besluiten daarop om nergens meer voor te betalen. Er komt een deurwaarder aan de deur; deze wordt mishandeld door Richard. Daarna komt er een agent mee, en vervolgens meer, maar het lukt de stuntelige politie niet ze te arresteren. De groep trekt wel de aandacht bij een journalist van TV Brabant, na een eenmalig item worden zij voortaan gevolgd voor een serie.
Halverwege de film komt Reinout Oerlemans vanuit het gebouw van producent Eyeworks de kijker vertellen dat het geld op is en dat de rest van de film zal moeten bestaan uit studio-opnamen waarin de New Kids de rest van het verhaal aan het publiek 'vertellen'. Wat later vindt Oerlemans toch wat geld en wordt de film vervolgd.
Door de televisieoptredens van de vijf vinden hun acties her en der navolging en breken in heel Brabant rellen uit. Als de rellen zich uitbreiden tot buiten Brabant besluit de Minister van Defensie om Maaskantje van de kaart te vegen in een poging de rellen tot een einde te brengen. Eerst wordt per ongeluk Schijndel gebombardeerd. Maaskantje had alsnog hetzelfde lot kunnen treffen, maar omdat dit een aantal uren vertraging zou geven worden ME-troepen naar het dorp gestuurd. Van een boer die nazi-wapens spaart krijgen de vijf vrienden wapens. Eerst mochten ze per persoon één wapen meenemen, maar als Gerrie per ongeluk de boer neerschiet neemt iedereen veel meer wapens mee.
Aan het eind van een felle strijd worden ze geholpen door wijkagent Adrie, die zich ook kan vinden in de eerder in de film gedane uitspraak: "Niemand komt aan Maaskantje". Op zijn verzoek zijn ze vervolgens bereid zich te laten arresteren. De New Kids komen er ieder met een taakstraf van 240 uur vanaf.

## Rolverdeling
| Acteur               | Personage               | Opmerkingen                                 |
| -------------------- | ----------------------- | ------------------------------------------- |
| Huub Smit            | Richard Batsbak         |                                             |
| Tim Haars            | Gerrie van Boven        |                                             |
| Wesley van Gaalen    | Rikkert Biemans         |                                             |
| Steffen Haars        | Robbie Schuurmans       |                                             |
| Flip van der Kuil    | Barrie Butsers          |                                             |
| Nicole van Nierop    | Manuela van Grunsven    | Vriendin van Rikkert                        |
| Ruud Matthijssen     | Henk                    | Snackbareigenaar Vader van Gerrie van Boven |
| Lars Boekhorst       | Jongen met downsyndroom |                                             |
| Bart de Rijk         | Agent Adrie             | Wijkagent van Maaskantje                    |
| Daan van Dijsseldonk | Peter Vernhout          | Verslaggever TV Brabant                     |
| René Eljon           | René                    | Cameraman TV Brabant                        |
| Guido Pollemans      | D'n Dave                | Ex-vriend van Manuela                       |
| Filip Bolluyt        | Hoofdcommissaris        |                                             |
| Peter Aerts          | Zichzelf                |                                             |
| Jody Bernal          | Zichzelf                |                                             |
| Ad van Kempen        | Boer                    |                                             |
| Patrick Stoof        | Baas van Gerrie         |                                             |
| Frank Lammers        | Voorman                 |                                             |
| Hans Teeuwen         | Baas van Rikkert        |                                             |
| Karin Bruers         | Moeder van Gerrie       |                                             |
| Rutger de Bekker     | Deurwaarder             |                                             |
| Theo Maassen         | Man 1 in café           |                                             |
| Jiggy Djé            | Stoner                  |                                             |
| Spacekees            | Stoner                  |                                             |
| Jules Seegers        | Croupier                |                                             |
| Fresku               | Vuilnisman              |                                             |
| Peter Vernhout       | Vader                   |                                             |
| Harry van Rijthoven  | Minister van Defensie   |                                             |
| Henry van Loon       | Ambtenaar               |                                             |
| Jaap Spijkers        | Rechter                 |                                             |
| Paul Elstak          | Zichzelf                |                                             |
| Antonie Kamerling    | Peter Kelder            |                                             |
| Reinout Oerlemans    | Zichzelf                |                                             |
| Tim de Zwart         | ME-voorman              |                                             |
| Bert Hana            | Politieman              |                                             |

## Achtergrond

### Promotie
Op 16 april 2010 werd op YouTube een teaser geplaatst waarmee New Kids Turbo werd aangekondigd. Het filmpje is opgenomen op het parkeerterrein van Eyeworks. Producent Reinout Oerlemans loopt naar zijn auto en krijgt een bierflesje naar zich toegegooid. Bij de slagboom staat Gerrie, die Oerlemans oproept hem geld te geven voor een film. Op het einde wordt New Kids Turbo aangekondigd voor december 2010.
In de weken rond de première zond Comedy Central regelmatig achter-de-schermendocumentaires van de film uit. Samen met 3FM organiseerde het ook een actie waarbij kijkers een replica van de Opel Manta uit de film konden winnen. De Manta's die in de film werden gebruikt waren bij een voorpremière van Pathé De Kuip te zien.

### Ontvangst
Op 9 december ging New Kids Turbo in première. De film verbrak toen het omzetrecord op de premièredag van alle ooit in de bioscoop uitgebrachte Nederlandse films. Op de eerste dag bracht de film 249.500 euro op. Het record was daarvoor in handen van Komt een vrouw bij de dokter dat na één dag 243.950 euro opbracht. De vraag naar kaartjes was zo groot, dat bioscopen extra voorstellingen gaven om aan de vraag te voldoen. Oorspronkelijk werd New Kids Turbo vertoond in negentig zalen, maar door de enorme belangstelling werden daar extra zalen aan toegevoegd.
Drie dagen na de première ontvingen de filmmakers in Tilburg de Gouden Film, omdat meer dan 100.000 bezoekers de film hadden gezien. Na elf dagen mochten ze de Platina Film in ontvangst nemen, vanwege de 400.000ste bezoeker.

### Peter en Jules
Ook Peter Vernhout en Jules Seegers kregen een kleine rol in de film. Beiden hadden een grote rol in De Pulpshow en Vernhout speelde een van de zes hoofdrollen in het eerste seizoen van wat toen nog New Kids on the Block heette. Beide kozen echter voor een maatschappelijke carrière, als leraar en journalist. Zij kregen de rollen als 'troost' van hoofdrolspelers en regisseurs Steffen Haars en Flip van der Kuil.
Ook worden hun namen gebruikt voor andere personages in de film. Zo draagt de verslaggever van TV Brabant de naam Peter Vernhout en de medewerker van de uitkeringsinstantie heet Jules Seegers. Seegers zelf is te zien als een croupier en Vernhout als een vader van een gezin die even in beeld is en meteen wordt aangereden door een politiebus.

### Soundtrack
DJ Paul Elstak, bekend van enkele happy hardcore-hits uit de jaren 90, verzorgde de titelsong van de film met het nummer Turbo. In de videoclip zijn ook nieuwe beelden uit de film te zien. Het nummer wordt in de film op het einde gespeeld. Op de soundtrack zijn ook andere, oudere nummers van Elstak te horen. Verder heeft Junkie XL de muziek voor de film gecomponeerd. De titelsong voor de Duitse release werd verzorgd door Scooter. Het nummer heet Friends Turbo en is een update van hun nummer Friends. In de videoclip, die in Maaskantje is opgenomen, is te zien hoe Gerrie met Scooter door Maaskantje gaat.

### Discografie

#### Albums
| Album met eventuele hitnotering(en) in de Nederlandse Album Top 100 | Datum van verschijnen | Datum van binnenkomst | Hoogste positie | Aantal weken | Opmerkingen |
| ------------------------------------------------------------------- | --------------------- | --------------------- | --------------- | ------------ | ----------- |
| New Kids Turbo                                                      | 2010                  | 19-11-2010            | 35              | 10           | Soundtrack  |

#### Singles
| Single met eventuele hitnotering(en) in de Nederlandse Top 40 | Datum van verschijnen | Datum van binnenkomst | Hoogste positie | Aantal weken | Opmerkingen                                       |
| ------------------------------------------------------------- | --------------------- | --------------------- | --------------- | ------------ | ------------------------------------------------- |
| Turbo                                                         | 08-11-2010            | 20-11-2010            | 11              | 12           | met New Kids & Paul Elstak / #4 in Single Top 100 |

| Single met hitnotering(en) in de Vlaamse Ultratop 50 | Datum van verschijnen | Datum van binnenkomst | Hoogste positie | Aantal weken | Opmerkingen                |
| ---------------------------------------------------- | --------------------- | --------------------- | --------------- | ------------ | -------------------------- |
| Turbo                                                | 2010                  | 05-02-2011            | 41              | 1            | met New Kids & Paul Elstak |

### Wetenswaardigheden
- In de korte trailer en videoclip voor New Kids Turbo is een scène te zien waarin de New Kids een PLUS-supermarkt uitrennen. In de film is de naam PLUS vervangen door 'LUPUS', wat in het Latijn 'wolf' betekent.
- Antonie Kamerling, die op 6 oktober 2010 zelfmoord pleegde, speelde zijn allerlaatste scène in New Kids Turbo. In de scène, die zich afspeelt in het Eyeworks-gebouw en waarin Kamerling een cameraman speelt, is ook Reinout Oerlemans te zien. Oerlemans heeft aangegeven de scène bizar te vinden, omdat hijzelf en Kamerling twintig jaar eerder voor het eerst een scène opnamen voor de soapserie Goede tijden, slechte tijden. Bovendien noemen de New Kids Kamerling 'Peter Kelder' en Oerlemans 'Arnie'. Oerlemans zelf noemt Kamerling 'Peet'. Na overleg met Kamerlings weduwe Isa Hoes is besloten de scène in de film te laten, mede omdat hun zoon Merlijn een groot fan van de serie is.
- De film heeft diverse records op zijn naam staan, zoals de grootste omzet op een premièredag, het snelst een Diamanten Film bereikt en de meeste bezoekers op een dag (57.000).
- De film is ook in Duitsland uitgebracht, en werd daarvoor nagesynchroniseerd door de Nederlandse acteurs zelf. Eind april 2011 bereikte de film het bezoekersaantal van 200.000 en is daarmee de populairste Nederlandse productie in Duitsland aller tijden. In een recordaantal van 186 zalen werd de film gedraaid.